# نيم (دائرة إدارية)
نيم (بالفرنسية: Arrondissement de Nîmes)‏ هي دائرة إدارية فرنسية، في فرنسا، تقع في غارد، بلغ عدد سكانها 551,397  نسمة وذلك حسب إحصائيات سنة 2015، عاصمتها نيم، تبلغ مساحتها 3,133 كيلومتر مربع.

## التقسيمات الإدارية
- Canton of Aigues-Mortes [الإنجليزية]‏
- canton of Aramon  [لغات أخرى]‏
- Canton of Bagnols-sur-Cèze [الإنجليزية]‏
- Canton of Beaucaire [الإنجليزية]‏
- canton of Lussan  [لغات أخرى]‏
- Canton of Marguerittes [الإنجليزية]‏
- canton of Nîmes-1  [لغات أخرى]‏
- canton of Nîmes-2  [لغات أخرى]‏
- canton of Nîmes-3  [لغات أخرى]‏
- Canton of Pont-Saint-Esprit [الإنجليزية]‏
- canton of Remoulins  [لغات أخرى]‏
- Canton of Roquemaure [الإنجليزية]‏
- canton of Saint-Chaptes  [لغات أخرى]‏
- Canton of Saint-Gilles [الإنجليزية]‏
- canton of Saint-Mamert-du-Gard  [لغات أخرى]‏
- canton of Sommières  [لغات أخرى]‏
- Canton of Uzès [الإنجليزية]‏
- Canton of Vauvert [الإنجليزية]‏
- Canton of Villeneuve-lès-Avignon [الإنجليزية]‏
- canton of Nîmes-4  [لغات أخرى]‏
- canton of Nîmes-5  [لغات أخرى]‏
- canton of Nîmes-6  [لغات أخرى]‏
- canton of La Vistrenque  [لغات أخرى]‏
- canton of Rhôny-Vidourle  [لغات أخرى]‏
- نيم.